# 決断のとき
『決断のとき』（Decision Points）は、元アメリカ合衆国大統領ジョージ・W・ブッシュによる2010年発行の回想録である。元ホワイトハウス演説原稿担当副主任クリストファー・ミシェルが研究補佐をした。この回想録は2010年11月9日にランダムハウスの子会社Crownから発行され、この出版に合わせて米国内のテレビ出演と米国内ツアーが行われている。
ブッシュは初版150万部のために$700万が支払われ、彼の前の大統領ビル・クリントンが回想録『マイライフ クリントンの回想』から取得した$1500万の半額未満であると、あるレポートが『決断のとき』の出版前に示した。
この本の出版と並行して、ブッシュはダラスの南メソジスト大学にあるGeorge W. Bush Presidential Centerで11月16日に出版セレモニーの主催を予定している。

## 反応
『ニューヨーク・タイムズ』のピーター・ベイカーは、この本のコピーを事前に受け取り、オプラ・ウィンフリー、マット・ラウアー、キャンディー・クローリー、ラッシュ・リンボーとのインタビューとともにこの本の出版が展開した時、ブッシュの政治的地位を評価した。
カニエ・ウェストはハリケーン・カトリーナの余波の中で「黒人への配慮がない」ことでブッシュを公然と非難した1人であり、またその後MTV Video Music Awards 2009でのテイラー・スウィフトを巡る騒動で彼自身が米国内で辱めを受けたが、報道によるとこの本の出版からこの大統領のカトリーナ後の心情をよく理解した後で、「私は本当に人道的な水準で真に [ブッシュと] 強くつながった」と言った。ブッシュは、しかしながら、あるインタビューでウェストの最初のコメントを彼の大統領時代の「最低の瞬間の1つ」と呼び、ウェストはさらに応じた彼の最初の試みに不満であった。
ベイカーと同時期に、『タイムズ』のオピニオンページのコラムニストのモーリーン・ダウドはブッシュのその本で繰り返される事例に「不意打ちを受ける」と感じて批判的に焦点を集中したが、その一方で彼の「意思決定は依然望まれる類であり、彼の話術は上手い」と結論付けた。その最終的ポイントを描写するために、Dowdはその本にあるウラジーミル・プーチンが彼の黒いラブラドールのコニーを「バーニーより大きく、強く、早い」と自慢した話を記述した。スティーヴン・ハーパーは後に「おどけて [ブッシュに] 注釈した。『あなたは運がいい、彼はあなただけに彼の犬を見せた。』」と述べた。
元ドイツ連邦首相のゲアハルト・シュレーダーは、「前アメリカ大統領は真実を語っていない」と述べた。シュレーダーは、2003年のイラク侵攻を支持する約束をシュレーダーがしたというブッシュの主張を参照した。シュレーダーは、もしイラクが9.11攻撃に関与したことが判明したら、彼はイラクに対する行動を支持するであろうとだけ約束したと答えた。彼は「この関わりは、しかしながら、2002年の間に明らかになったが、間違いであり作られたものであった」と述べた。